# Eugène Charles de Dorlodot
Eugène Charles Joseph de Dorlodot (Brussel, 1 februari 1823 - Carlsbad, 25 juli 1891) was een Belgisch volksvertegenwoordiger.

## Levensloop
Hij was de zoon van Eugène François de Dorlodot, bestuurder van hoogovens en senator en van Thérèse Hoyoux. .
Hij werd zelf bestuurder van de S.A. des Forges d'Acoz.
Eugène-Charles trouwde met zijn nicht Amélie de Dorlodot (1823-1903). Het huwelijk bleef kinderloos. 
Hij werd burgemeester van Acoz (1869-1877) en werd verkozen tot lid van de Kamer van volksvertegenwoordigers voor de katholieke partij (1870-1874)